# Alisher Chingizov
Alisher Chingizov (in tagico Алишер Чингизов?; Dušanbe, 23 giugno 1986) è un ex nuotatore tagico, specializzato negli stile libero e farfalla.

## Biografia
Rappresentò il Tagikistan ai Giochi olimpici estivi di Pechino 2008, dove ottenne l'87º tempo nelle batterie dei 50 m stile libero e fu eliminato.
Si qualificò ai mondiali di Melbourne 2007 nei 50 e 100 m stile libero, ma non scese in acqua. Gareggiò invece nelle specialità dei 50 m stile libero e dei 50 m farfalla ai mondiali di Roma 2009 e Shanghai 2011, senza mai riuscire a superare le batterie.
Partecipò ai mondiali in vasca corta di Dubai 2010, nei 50 m farfalla e nei 50 e 100 m stile libero.
Fece parte della spesizione tagika ai Giochi asiatici di Canton 2010.